# Vörå (ancienne municipalité)
Cet article concerne l'ancienne municipalité. Pour la ville actuelle, voir Vörå.
Vörå (Vöyri en finnois) était une ancienne municipalité de l'ouest de la Finlande, sur la côte du Golfe de Botnie, dans la région d'Ostrobotnie jusqu'à sa fusionne avec Maxmo le 1er janvier 2007. La nouvelle municipalité s'appelle Vörå-Maxmo.
Commune rurale typique de la côte suédophone, Vörå se situait à faible distance de la ville de Vaasa, située à 37 km du centre administratif.
Le nom de la commune viendrait de la langue scandinave primitive, 'vør' signifiant un port en norvégien, 'å' désignant une petite rivière en suédois. La première mention du nom date de 1367, et par la suite le sol fertile a permis l'installation de nombreux colons. Au XVIIIe siècle, le 'royaume du seigle' était une des zones les plus peuplées de l'actuelle Finlande.